# オキサジン
オキサジン（Oxazines）は、一つの酸素原子と一つの窒素原子、および二つの二重結合を含む六員環複素環式化合物である。ヘテロ原子と二重結合の位置関係によって14種の異性体が存在する。

8種のオキサジンの異性体

オキサジンが還元された形のモルホリン（IUPAC名:テトラヒドロ-1,4-オキサジン）や一部原子が置換された形のイホスファミドなどもオキサジンを基本とする名で呼ばれ、これらも含めてオキサジンと呼ばれることがある。ジヒドロ-1,3-オキサジンがマイヤース合成の試薬として市販されている。
ナイルレッド、ナイルブルーのような蛍光染料は、芳香族化合物のベンゾフェノキサジンをベースにしている。

## ジオキサジン
オキサジン環を1分子当たり2個有する化合物にジオキサジン顔料がある。Colour Index Generic Name、Pigment Violet 23やPigment Violet 37は紫色のジオキサジン顔料である。Pigment Violet 23はカラーフィルターの青には、銅フタロシアニンのε結晶であるPigment Blue 15:6との併用で良く用いられる。Pigment Violet 37はPigment Violet 23より赤味である。あまり使用されないが、ホルベイン工業が製品化しており誰でも容易に購入出来る。

## 関連化合物

モルホリン
イホスファミド
ベンゾフェノキサジン